# Вадкерт
Вадкерт (венг. Vadkert) — небольшое озеро, неподалёку от городка Шольтвадкерт, Венгрия. Площадь озера составляет примерно 0,7 км².
Первые упоминания об этом озере встречаются в военных картах 1780 года. Одно из популярных мест отдыха в Венгрии. Озеро известно своей чистой водой и большими пляжами. Озеро с одного берега предназначено для рыбной ловли, а с другого для купания и семейного отдыха, там расположены пляжи, бунгало, несколько ресторанов.
Ежегодно в мае проходит слёт клуба венгерских байкеров, проводятся рок-концерты и разнообразные фестивали и мероприятия.